# Jerzy VI (katolikos Ormian)
Jerzy VI (także Kework VI, orm. Գևորգ Զ, imię świeckie Kework Czeorekdżian; ur. 20 listopada?/2 grudnia 1868 w Nachiczewaniu nad Donem, zm. 9 maja 1954 w Wagharszapacie) – biskup ormiański, Katolikos Wszystkich Ormian w latach 1945–1954.

## Życiorys
Był synem ślusarza. Ukończył ormiańskie seminarium duchowne w Eczmiadzynie w 1889. 17 lipca tego samego roku złożył wieczyste śluby mnisze, a krótko później został wyświęcony na archidiakona. W latach 1890–1894 studiował na uniwersytecie w Lipsku filozofię i teologię, równocześnie kształcąc się w miejscowym konserwatorium w klasie kompozycji. Od 1894 do 1913 wykładał w ormiańskim Nachiczewańsko-Besarabskim seminarium duchownym historię Kościoła, muzykę oraz etykę. W 1913 katolikos Ormian Jerzy V mianował go archimandrytą, wikariuszem diecezji nor-nachiczewańskiej.
Podczas I wojny światowej archimandryta zasiadał w komitecie pomocy uchodźcom ormiańskim z Turcji, od 1916 był jego przewodniczącym. W tym samym roku wszedł do Świętego Synodu Apostolskiego Kościoła Ormiańskiego, zaś w 1917 został wyświęcony na biskupa. W latach 1921–1927 sprawował urząd egzarchy Apostolskiego Kościoła Ormiańskiego w Gruzji. Od 1924 zasiadał w Wyższej Radzie Duchownej – organie zarządzającym Kościołem po likwidacji Synodu. W 1926 otrzymał godność arcybiskupa, zaś w 1931 ubiegał się o urząd katolikosa, nie został jednak wybrany. W 1937 katolikos Choren mianował go swoim zastępcą. Po zamordowaniu Chorena w roku następnym władze radzieckie nie zgodziły się na wybór nowego katolikosa. Podczas wielkiego terroru ok. 200 ormiańskich duchownych zostało straconych lub zesłanych. Przez siedem lat de facto kierował działającymi jeszcze strukturami Kościoła. Od kwietnia 1941 posługiwał się tytułem wikariusza generalnego katolikosa Eczmiadzynu.
Podczas II wojny światowej organizował wśród diaspory ormiańskiej zbiórkę funduszy na utworzenie dwóch kolumn czołgów dla Armii Czerwonej, noszących imiona Dawida Sasuńskiego i gen. Bagramiana. W 1945 Józef Stalin spotkał się z arcybiskupem Jerzym i wyraził zgodę na wybór nowego katolikosa. Jeszcze w tym samym roku sobór Ormian wybrał na katolikosa właśnie Jerzego, w tym samym roku odbyła się jego intronizacja.
W okresie sprawowania urzędu przez Jerzego VI restytuowane zostały diecezje ormiańskie na terytorium ZSRR, ponownie rozpoczęła działalność drukarnia kościelna, oficjalne pismo kościelne "Eczmiadzyn" oraz szkoła duchowna i seminarium duchowne w Eczmiadzynie. Dzięki staraniom Jerzego 283 duchownych ormiańskich wróciło z zesłania. Kościół odzyskał również klasztory Chor Wirap i Geghard, a także relikwie świętej Ripsimy.
W latach 1945–1947 Jerzy VI zaangażował się w zachęcanie Ormian, dotąd żyjących w diasporze, do osiedlania się w Armeńskiej Socjalistycznej Republice Radzieckiej. Przyczynił się do przybycia do Armenii nawet 80 tys. Ormian, głównie z krajów Bliskiego Wschodu. W 1948 brał udział w uroczystościach 500 lat autokefalii Rosyjskiego Kościoła Prawosławnego. Utrzymywał dobre relacje z Cerkwią Rosyjską, skierował ośmiu archidiakonów swojego Kościoła na studia teologiczne na prawosławnej Moskiewskiej Akademii Duchownej. Zmarł w 1954 i został pochowany w sąsiedztwie katedry w Eczmiadzynie.